# La Chapelle-Baloue
La Chapelle-Baloue ist eine Gemeinde im Zentralmassiv in Frankreich. Sie gehört zur Region Nouvelle-Aquitaine, zum Département Creuse, zum Arrondissement Guéret und zum Kanton Dun-le-Palestel. Sie grenzt im Norden an Saint-Sébastien, im Nordosten an Crozant, im Südosten an Lafat, im Süden an Saint-Germain-Beaupré (Berührungspunkt) und im Westen an Bazelat.

## Sehenswürdigkeiten
- Flurkreuz, Monument historique
- Kirche Notre-Dame de Lorette, ebenfalls ein Monument historique

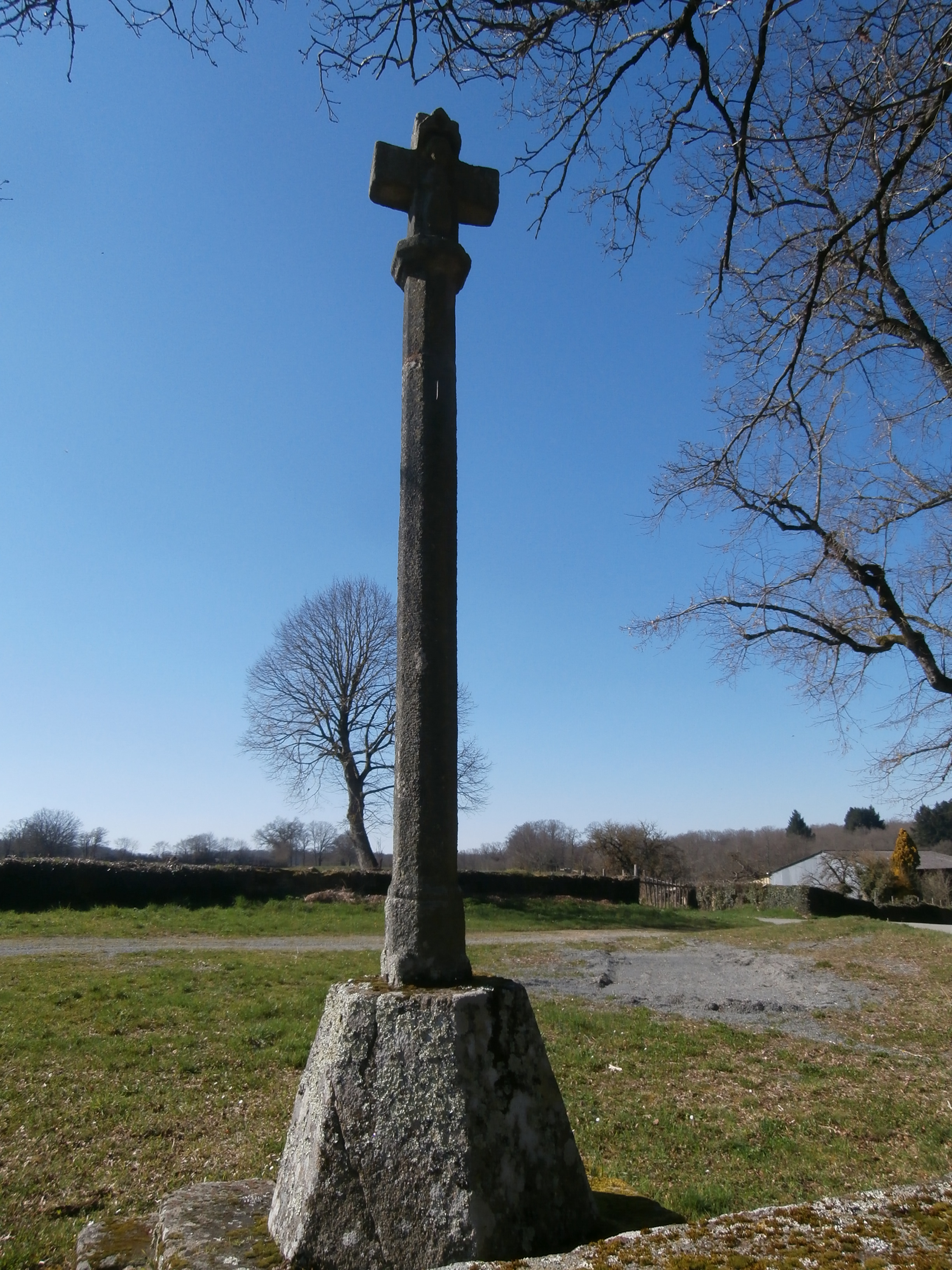
Flurkreuz
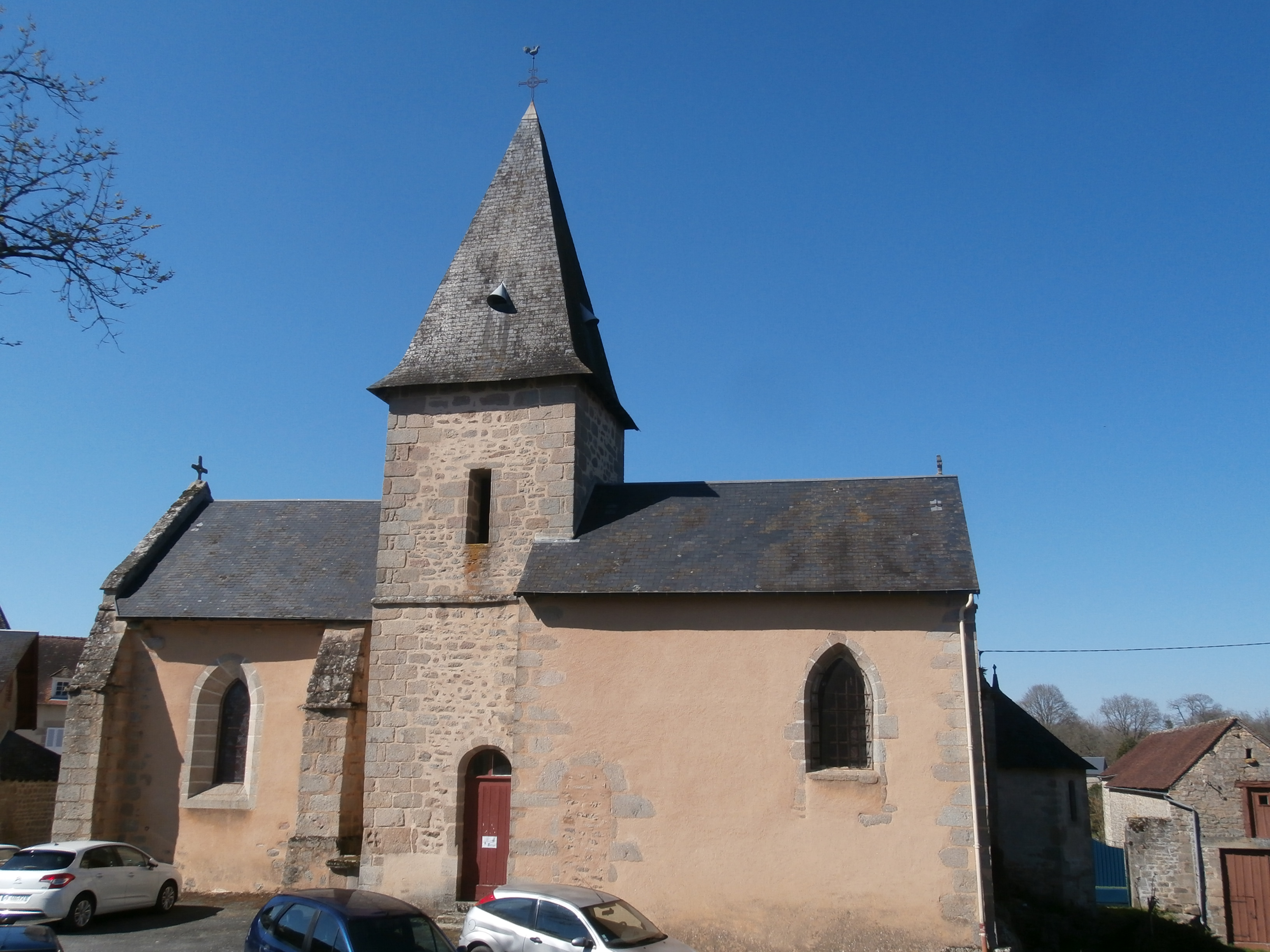
Kirche Notre-Dame de Lorette
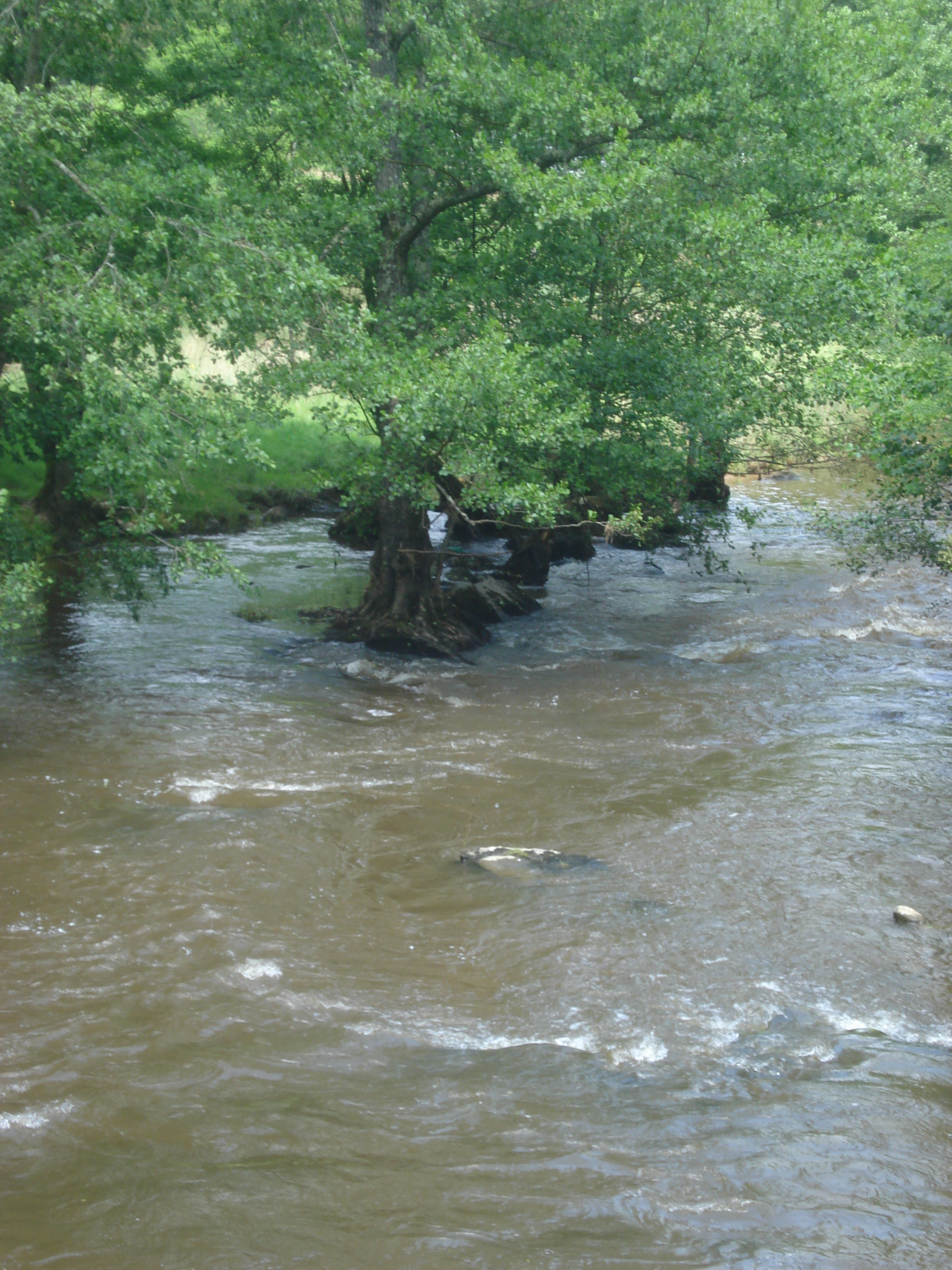
Die Sedelle bei La Chapelle-Balou

## Bevölkerungsentwicklung
| Jahr      | 1962 | 1968 | 1975 | 1982 | 1990 | 1999 | 2008 | 2013 |
| --------- | ---- | ---- | ---- | ---- | ---- | ---- | ---- | ---- |
| Einwohner | 292  | 264  | 228  | 197  | 151  | 143  | 133  | 138  |